# Benthofascis sarcinula
Benthofascis sarcinula é uma espécie de gastrópode do gênero Benthofascis, pertencente a família Conorbidae.